# تطابق الگو
تطابق الگو روشی در پردازش تصاویر دیجیتال است که جهت پیدا کردن قطعات کوچکی از یک تصویر که با یک تصویر الگو مطابقت دارند، به کار می‌رود. از تطابق الگو در تولید صنعتی می‌توان برای کنترل کیفیت، روشی برای ناوبری ربات، یا به عنوان راهی برای شناسایی لبه‌های تصاویر استفاده کرد.

## رویکرد مبتنی بر ویژگی
اگر تصویر الگو (Template image) ویژگی‌های (feature) قوی ای داشته باشد، می‌توان یک رویکرد مبتنی بر ویژگی را برای تطابق الگو بکار گرفت.

## رویکرد مبتنی بر الگو
برای الگوهایی که ویژگی‌های قوی ای ندارند، می‌توان از روش مبتنی بر الگو استفاده کرد. از آنجا که بکارگیری رویکرد مبتنی بر الگو به صورت بالقوه مستلزم نمونه برداری از تعداد زیادی نقطه است، می‌توان برای کاهش تعداد نقاط نمونه برداری، رزولوشن تصویر الگو و تصویر تحت آزمون را با ضریب یکسان کاهش داده و تطابق الگو را روی تصاویر کم حجم اجرا کرد (تکنیک هرمی پردازش تصویر).

## ردیابی حرکت و حل مشکل انسداد
در مواردی که در آن الگو ممکن است تطبیق مستقیم ارائه نکند، استفاده از فضاهای ویژه (eigenspaces) ممکن است مفید باشد_ الگوهایی که شی مورد تطابق را در شرایط مختلف مثل پرسپکتیوهای مختلف، روشنایی‌های مختلف، کنتراست رنگ مختلف و … در نظر می‌گیرند. برای مثال، اگر کاربر چهره انسان را جستجو می‌کند، فضاهای نمونه می‌توانند شامل تصاویری (الگوهایی) از چهره با محل‌های مختلف دوربین و در شرایط روشنایی مختلف را شامل شود.
همچنین ممکن است تصویر الگو توسط شی دیگری مورد انسداد قرار گرفته باشد و پشت آن پنهان شده باشد. در این صورت یکی از راه حل‌ها تقسیم تصویر الگو به تعدادی تصویر کوچکتر و انجام تطابق الگو روی تصاویر کوچک‌تر است.

## نمونه‌هایی از استفاده
تطابق الگو کاربردهای زیادی دارد و در حوزه‌هایی مثل، تشخیص چهره و پردازش تصاویر پزشکی استفاده می‌شود. سیستم‌هایی که تعداد چهره‌هایی را که از بخشی از یک پل در طی زمان مشخصی عبور می‌کنند را می‌شمارد.